# Administration Police FC
El Administration Police FC, conocido también como Kenya Police Football Club, es un equipo de fútbol de Kenia que juega en la Liga Keniana de Fútbol, la primera división nacional.

## Historia
Fue fundado en el año 2014 en la capital Nairobi y es el equipo que representa a la policía de Kenia. El club lograría el ascenso a la Liga Keniana de Fútbol luego de ganar el playoff de ascenso al Vihiga United por 2-1 en el marcador global en la temporada 2020/21.
En la temporada 2023/24 gana su primer título importante luego de ganar la final de la Copa de Kenia al KCB en penales, y con ello logra la clasificación a la Copa Confederación de la CAF 2024-25, su primer torneo internacional, donde es eliminado en la segunda ronda por el Zamalek SC de Egipto.

## Palmarés

### Títulos nacionales
- Liga Keniana de Fútbol (1): 2024/25

- Copa de Kenia (1): 2023/24

## Participación en competiciones de la CAF
| Temporada | Torneo                       | Ronda         | Club                | Casa | Visita | Global |
| --------- | ---------------------------- | ------------- | ------------------- | ---- | ------ | ------ |
| 2024/25   | Copa Confederación de la CAF | Primera ronda | Ethiopian Coffee SC | 0-0  | 1-0    | 1-0    |
| 2024/25   | Copa Confederación de la CAF | Segunda ronda | Zamalek SC          | 0-1  | 1-2    | 1-3    |